# Palazzo Zen
Palazzo Zen, residenza della famiglia Zeno (o Zen secondo la dizione veneziana) è un palazzo di Venezia, situato nel sestiere di Cannaregio, sul Rio di Santa Caterina e con la facciata laterale destra rivolta verso il Campo dei Gesuiti.

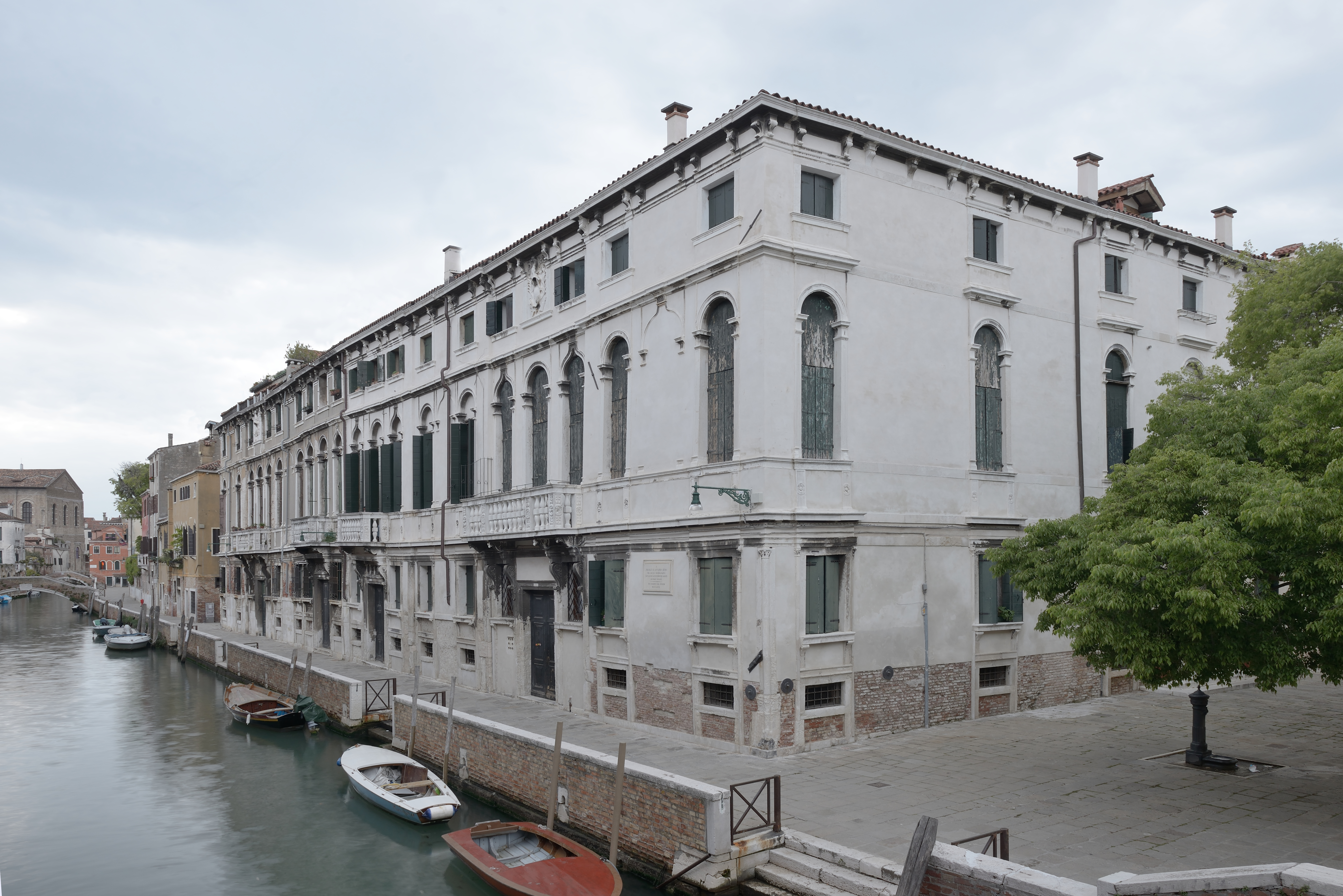
Facciata principale sul rio santa Caterina e facciata laterale sul campo dei Gesuiti

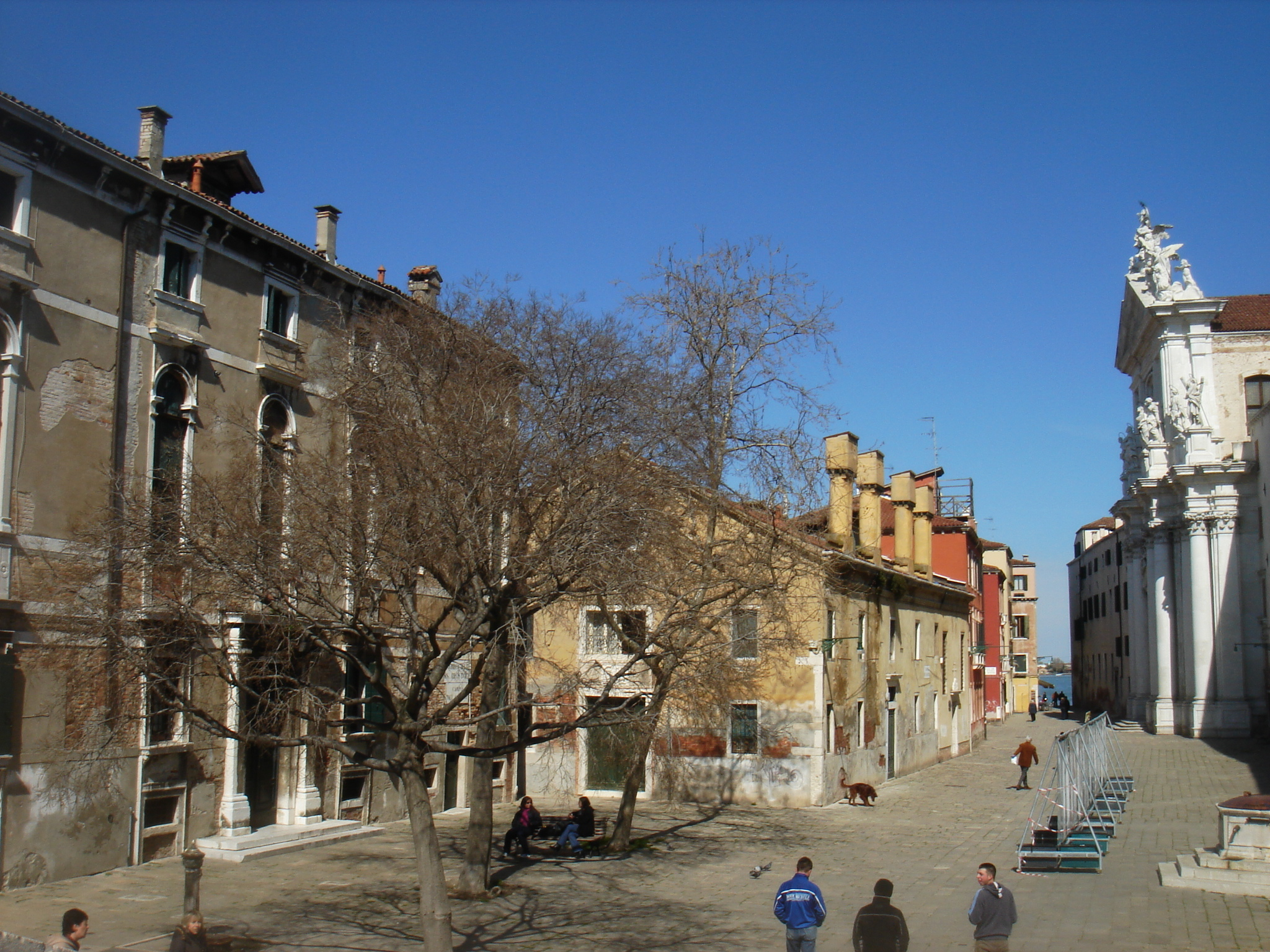
Il campo dei Gesuiti con palazzo Zeno a sinistra

File:

## Descrizione
Il progetto del palazzo non ha una sicura attribuzione. Un ruolo determinante viene riconosciuto al nobile e colto committente Pietro Zeno che, assieme al figlio Francesco, quest'ultimo appassionato dilettante di architettura, elaborò un primo progetto di sua mano.  Molto probabilmente altrettanto importante fu l'apporto dato dall'architetto e teorico bolognese Sebastiano Serlio, amico del secondo e residente dal 1528 al 1541 nella città lagunare, dove pubblicò i primi volumi del suo trattato d'architettura (Libro IV e Libro III). Da notare come Serlio nella premessa al IV Libro volle lodare la cultura architettonica di Francesco Zeno che aveva viaggiato in Oriente, interessandosi dei resti di edifici classici e che aveva un interesse particolare per l'architettura.
La volontà del committente era quella di trasformare con un progetto architettonico unitario le precedenti costruzioni che la famiglia possedeva in fondamenta Santa Caterina, volendo creare un solo grande edificio monumentale che rispecchiasse in maniera più adeguata la potenza della famiglia. Il progetto fu poi in parte modificato in corso d'opera, a causa della morte di entrambi gli Zeno (1538-39), e portato a termine solo nel 1555 dai tre eredi: i fratelli Catarino il Giovane, Giovan Battista e Vincenzo, che lo adattarono alle loro esigenze tripartendone la proprietà (1553). 
La facciata prospiciente sul rio, che l'intenzione del progettista voleva richiamasse le strutture colonnate della prima edilizia veneziana, risulta caratterizzata da una fitta serie di venti finestre centinate, alternate ad altre dalla cuspide tronca, e da quattro archi ciechi di stile rinascimentale. Questi ultimi furono realizzati per ospitare altrettante figure allegoriche ad affresco che mascherassero l'inserimento delle canne fumarie. Quattro massicci poggioli, ornati da ricchi fregi marmorei di stile lombardesco, sovrastano gli ingressi arricchendo la facciata. Una lapide, apposta dal Comune nel 1881, ricorda i due grandi navigatori trecenteschi Nicolò e Antonio Zeno, che probabilmente abitarono in questo luogo prima della edificazione del palazzo.
L'edificio, secondo lo storico Carlo Ridolfi (1648), presentava la facciata principale parzialmente affrescata da Andrea Schiavone, mentre quella prospiciente sul campo (allora con sole cinque aperture delle finestre) era completamente affrescata dal medesimo in collaborazione con Jacopo Tintoretto. Il Robusti era stato l'autore dei due soggetti principali: la Caduta di san Paolo e la Vittoria sulla flotta genovese dell'ammiraglio Carlo Zeno nella Guerra di Chioggia(1381). Tali affreschi sono oggi perduti, tranne i pochi lacerti dello stesso Schiavone (raffiguranti altre allegorie) che si vedono sulla facciata prospiciente sul campiello di Sant'Antonio e sulla cornice di una finestra in una corte interna . Alcuni lacerti di intonaco originale, con preponderanza di colori rossastri, si notavano ancora di recente all'altezza del piano nobile, vicino alle finestre caratterizzate da solide inferriate a motivo esagonale. 
Nel campiello di Sant'Antonio è pure visibile un capitello votivo marmoreo, dalla tipologia cinquecentesca, coevo al palazzo. Lungo il cornicione che delimita il tetto una serie di figure decorative a bassorilievo, tratte in parte dall'iconografia classica rinascimentale (grottesche) e in parte da quella orientale (palme e cammelli), testimonia gli stretti rapporti commerciali e diplomatici del casato veneziano con il mediterraneo orientale. 
L'interno, adibito ad appartamenti privati, conserva ampi locali di rappresentanza, per lo più settecenteschi, ricchi di affreschi (Giovanni Scajaro e Agostino Mengozzi Colonna), tre cortili corrispondenti alle tre antiche proprietà, vari pozzi per l'acqua piovana e forse anticamente anche accesso alla falda dolce affiorante nell'isola, una torretta per avvistare le navi di ritorno in porto, e una graziosa cappellina. Un ramo di scala collega l'edificio ad una precedente pertinenza edile della famiglia adiacente all'ospedale dei Crociferi (oggi ospizio dell'I.P.A.V.),  fondato un tempo con un lascito degli Zeno. Esso serviva anche alla famiglia per poter attendere alle funzioni religiose nel piccolo Oratorio dei Crociferi (visitabile), annesso all'ospedale stesso, decorato da pregevoli dipinti di Jacopo Palma il Giovane e di Baldassarre dalle Grottesche (1583-92), con una pala del fiammingo Pieter de Coster.
Una sopraelevazione novecentesca su una parte di Palazzo Zeno modifica il profilo lineare dell'edificio e, appesantendone la muratura, ha fatto sprofondare in parte le fondamenta.
Altre belle case degli Zeno si trovano sulla riva opposta del canale, e si concentrano in Salizada Sceriman. Purtroppo è stata manomessa di recente una bella corte gotica, con le antiche case che ne facevano da quinta, per costruirvi un moderno condominio sulla facciata del quale è stato inserito lo stemma degli Zeno che in origine ornava l'arco di accesso sul rio.